# Jambusar
Jambusar é uma cidade e um município no distrito de Bharuch, no estado indiano de Gujarat.

## Geografia
Jambusar está localizada a 22° 03′ N, 72° 48′ L. Tem uma altitude média de 4 metros (13 pés).

## Demografia
Segundo o censo de 2001, Jambusar tinha uma população de 38 771 habitantes. Os indivíduos do sexo masculino constituem 52% da população e os do sexo feminino 48%. Jambusar tem uma taxa de literacia de 67%, superior à média nacional de 59,5%: a literacia no sexo masculino é de 75% e no sexo feminino é de 59%. Em Jambusar, 14% da população está abaixo dos 6 anos de idade.